# Liger (rivière)
Pour les articles homonymes, voir Liger.
Le Liger est une rivière française de la région Hauts-de-France, coulant dans le département de la Somme, affluent de la Bresle en rive droite. Peu peuplée, sa vallée est consacrée aux activités agricoles mais également à la fabrication de la chaise paillée. Sur les coteaux, on retrouve un milieu naturel rare dans cette partie de la France : les larris.

## Géographie
Le Liger naît sur le territoire de la commune de Lafresguimont-Saint-Martin, près de Brocourt, à une altitude de 146 mètres et, après un cours de 13,8 km orienté au nord-ouest, rejoint la Bresle à Senarpont, à 66 mètres d'altitude. La rivière, présentant une pente moyenne de 5,7‰, a une largeur de 2 à 3 mètres. Le débit du Liger est estimé à 0,55 m³/s à Senarpont (pour un bassin versant d'une superficie de 122 km²).

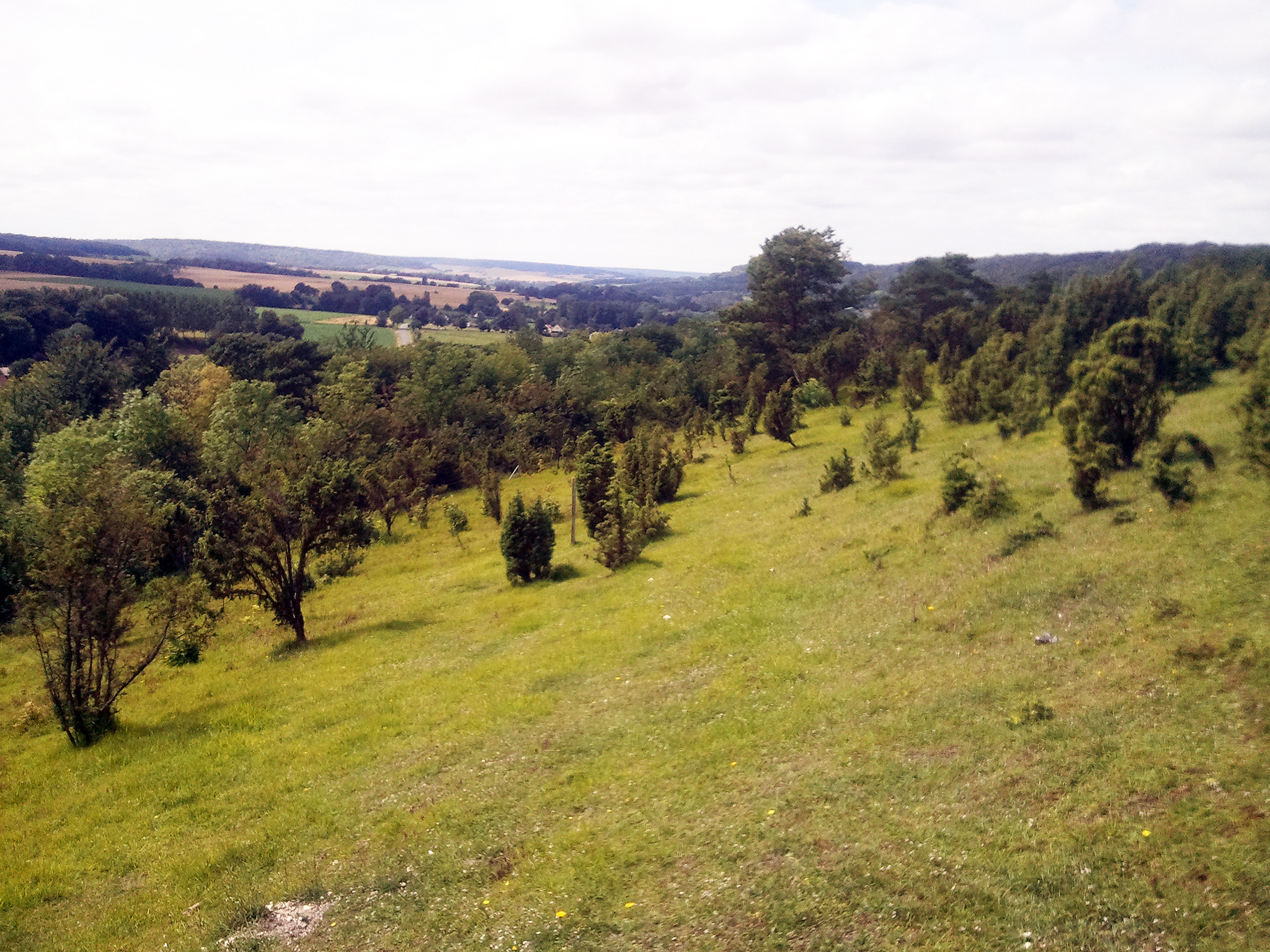
Les larris de Saint-Aubin-Rivière.

Le Liger déroule son cours dans une vallée dissymétrique avec un versant nord abrupt, un coteau calcaire, domaine des friches, des bois et des pâtures et un versant sud en pente douce, plus urbanisé et cultivé. Le fond de la vallée est également urbanisé et on y trouve des cultures, des pâtures et des peupleraies.

### Communes et cantons traversés
Dans le seul département de la Somme, le Liger traverse huit communes et deux cantons :
- dans le sens amont vers aval : Lafresguimont-Saint-Martin (source), Brocourt, Liomer, Le Quesne, Saint-Aubin-Rivière, Le Mazis, Inval-Boiron, Senarpont (confluence).

Soit en termes de cantons, le Liger prend source dans le canton de Hornoy-le-Bourg, et conflue dans le canton d'Oisemont, le tout dans l'arrondissement d'Amiens.

### Bassin versant
Le Liger traverse une seule zone hydrographique, « Le Liger de sa source au confluent de la Bresle (exclu) » (G014) de 119 km2, dans la région naturelle du Vimeu.

### Organisme gestionnaire
L’« Institution interdépartementale Oise, Seine-Maritime et Somme, pour la gestion et la valorisation de la Bresle », dont le siège est sis à Aumale, est chargée de coordonner actions et projets concernant le fleuve côtier la Bresle et ses affluents. Par arrêté du 19 avril 2007, elle est devenue un Établissement public territorial de bassin (EPTB), organisme reconnu officiellement dans le domaine de la gestion de la ressource "eau" sur le bassin versant et a pour mission principale l’établissement d’un Schéma d’aménagement et de gestion des eaux (SAGE). L'EPTB a signé un Contrat d’objectifs de gestion de l’eau (COGE), le 20 mai 2008, qui fixe son programme d'actions à finalité environnementale (protection des eaux contre toutes les formes de pollution) et lui permet de bénéficier de subventions du conseil général.

## Affluent
Le Liger n'a pas d'affluent référencé. 

### Rang de Strahler
Le rang de Strahler est donc de un,.

## Hydrologie
Son régime hydrologique est dit pluvial océanique.

## Aménagements et écologie

### Activités

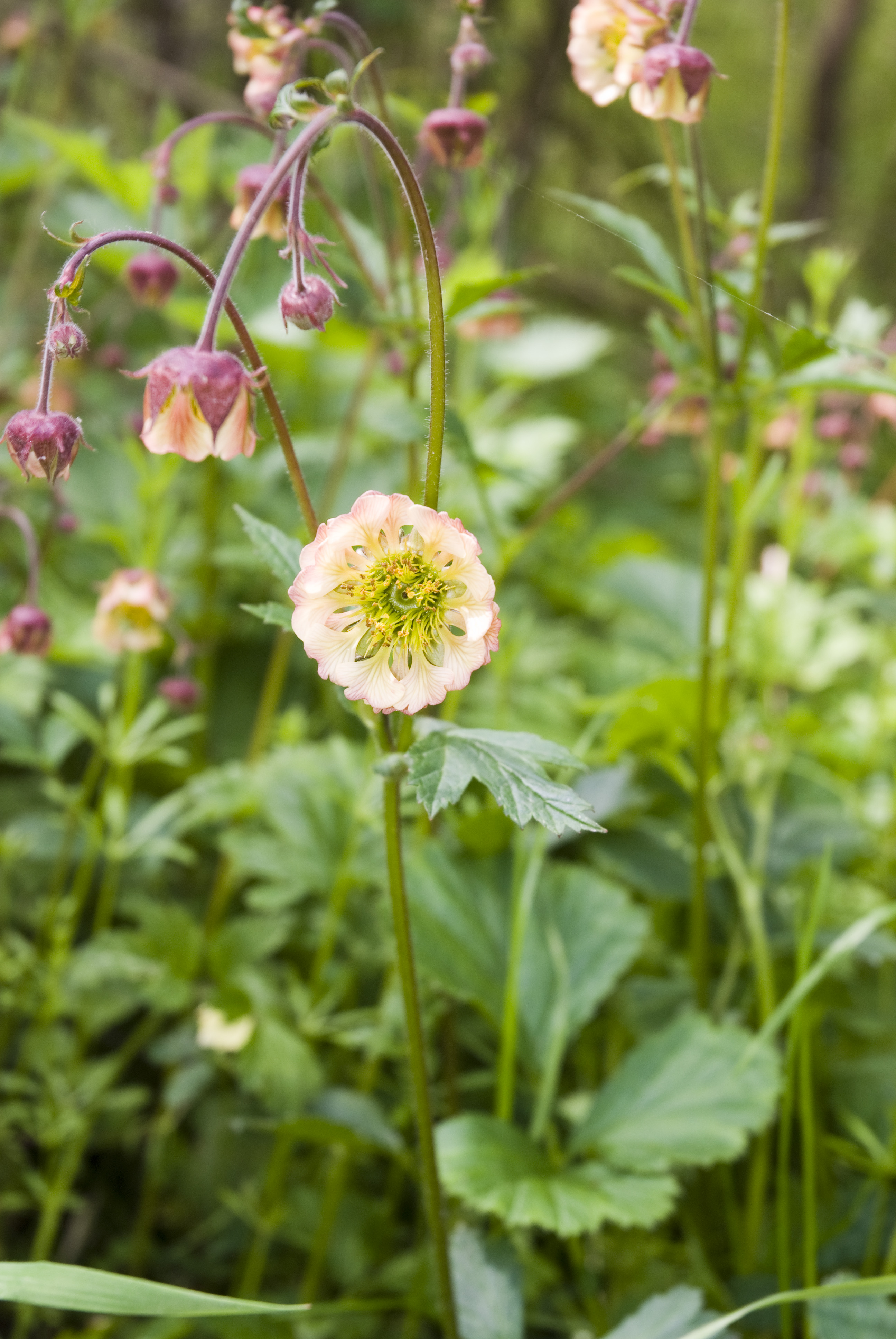
La benoîte des ruisseaux à Inval-Boiron.

La vallée du Liger, comme la vallée de la Bresle et le plateau picard voisin, possède, localisée dans le village de Brocourt, une activité économique particulière : la fabrication de la chaise paillée. Cette tradition remonte au début du XIXe siècle, elle a été introduite  par un grognard de Napoléon qui a ramené, dans sa région natale (il était originaire de la commune voisine de Neuville-Coppegueule), la technique de la chaise paillée de Bavière. Cette nouvelle activité permit de pallier le déclin du tissage traditionnel (draps faits de laine mélangée avec des poils d'animaux) et bénéficia, en 1875, de l'ouverture de la voie ferrée Paris-Le Tréport, pour multiplier ses débouchés. Malgré une forte concurrence depuis les années 1970, la fabrication semi-artisanale de la chaise paillée est toujours présente dans la vallée du Liger et les communes rurales environnantes, employant environ 150 personnes.

### Milieu naturel
Malgré sa faible longueur, la vallée de la rivière présente un grand intérêt écologique en raison de la présence, sur ses versants, à Saint-Aubin-Rivière, d'une des dernières zones préservées de larris. Ce dernier terme, d'origine picarde, désigne d'arides pâturages à moutons, piquetés de rares arbustes, qui occupaient autrefois les coteaux calcaires de certaines vallées de la région. Le paysage dénudé, que ces larris offraient au regard, évoquait davantage les Causses du sud du Massif central que celui, plus verdoyant, du nord de la France. La disparition des activités pastorales a conduit à la disparition de ce milieu naturel spécifique, aux riches faune et flore, victime de la densification des arbustes. Quelques hectares encore non recouverts par les boisements subsistaient à Saint-Aubin-Rivière et, sous l'égide du Conservatoire d'espaces naturels de Picardie, en partenariat avec la commune et le collège de Beaucamps le Vieux, les larris ont pu être préservés grâce à la restauration du pâturage par les moutons et les nombreux chantiers de débroussaillement. Un sentier aménagé permet d'apprécier le site, de découvrir de beaux points de vue sur la vallée du Liger et, au milieu des genévriers, une flore diversifiée représentée par dix-sept variétés d'orchidée, - dix-neuf si l'on compte deux espèces en bordure de site - l'anémone pulsatille, la globulaire, l'iris foetide ou encore le cytise faux ébénier.

## Galerie

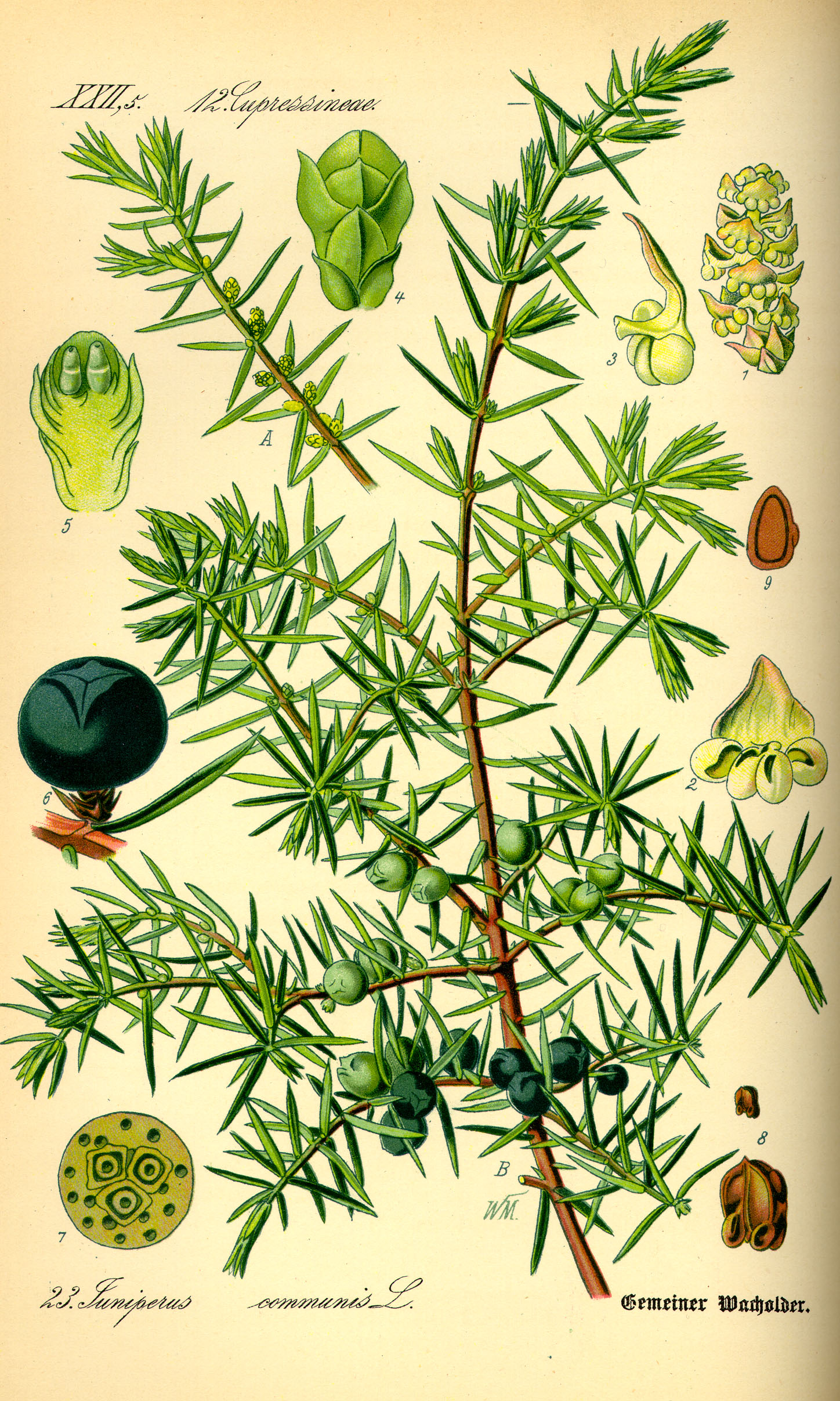
Le genévrier
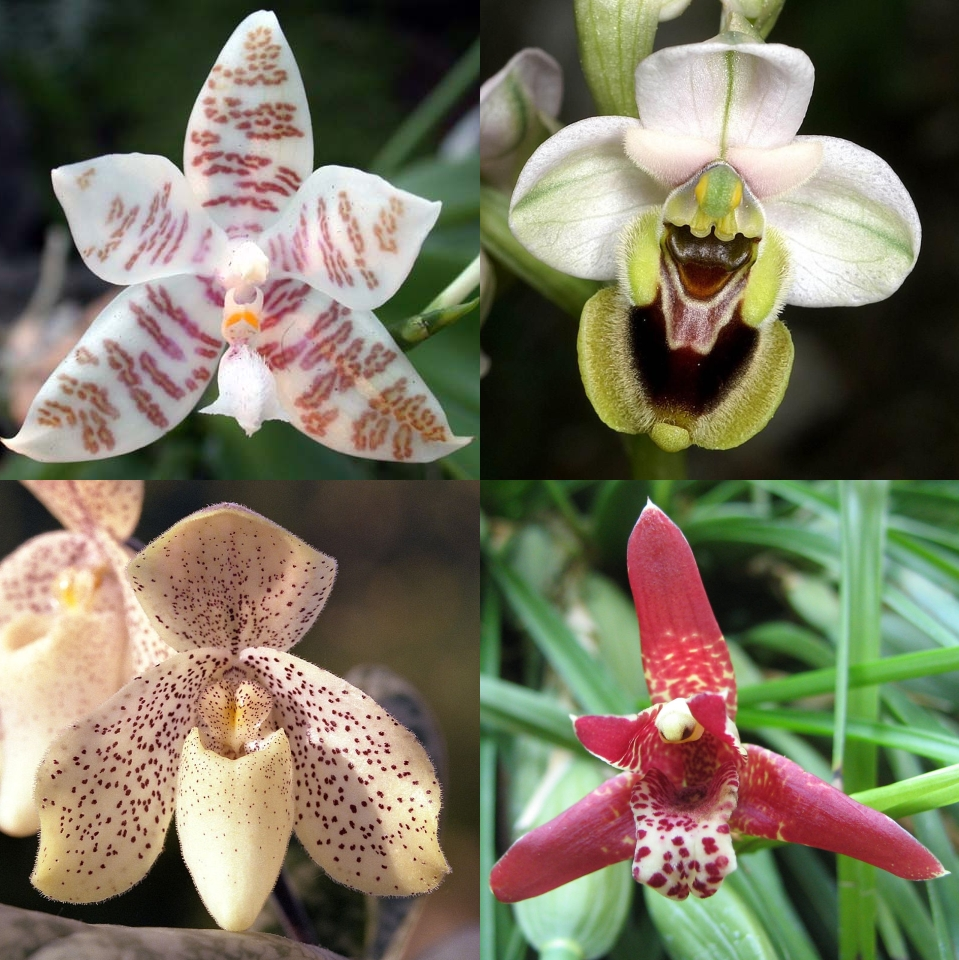
L'orchidée
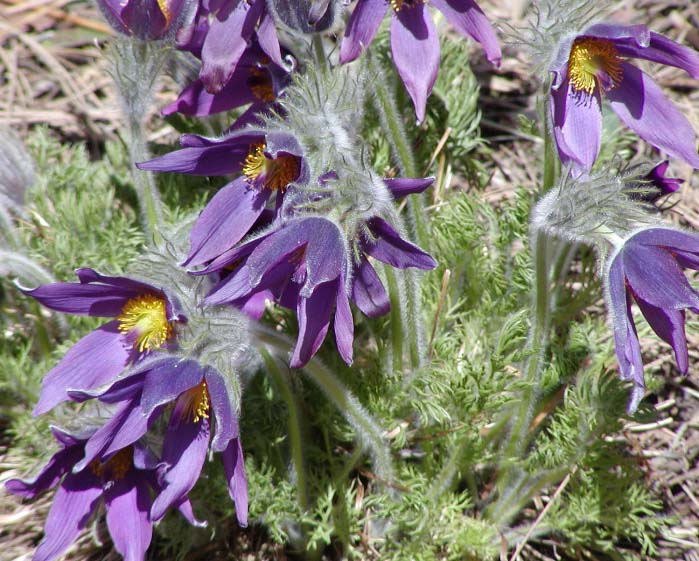
L'Anémone pulsatille
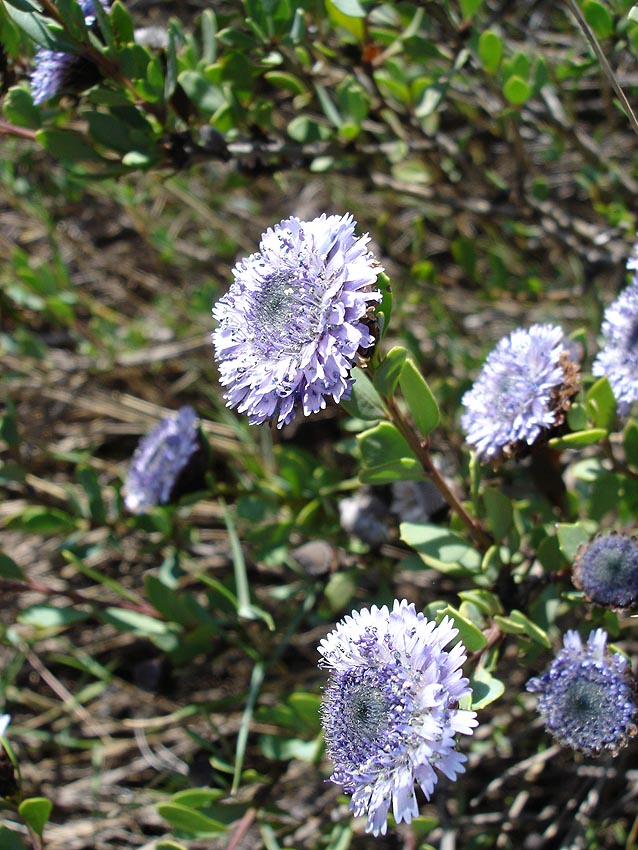
La globulaire
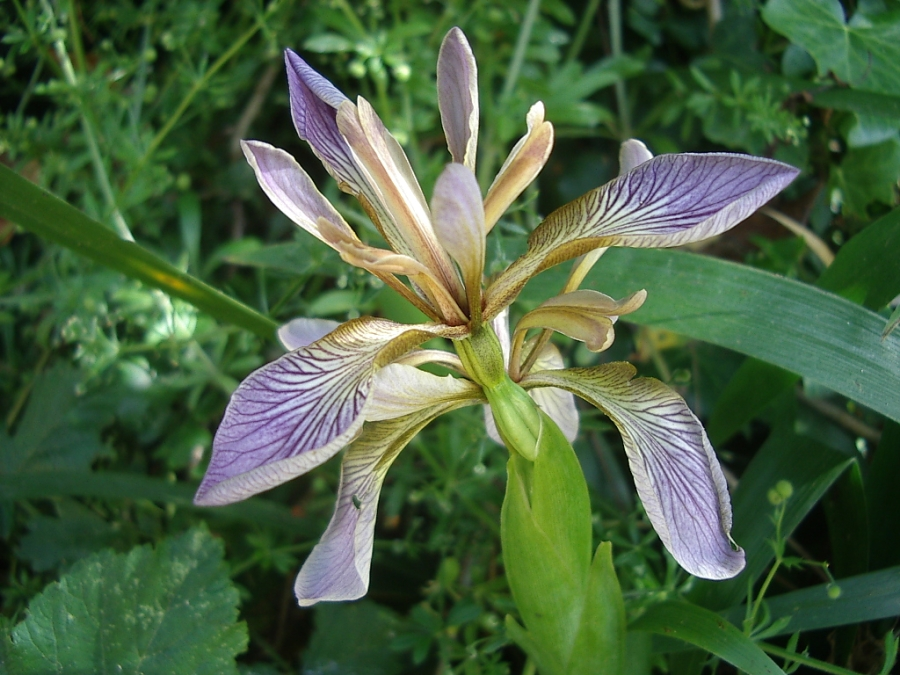
L'iris foetide
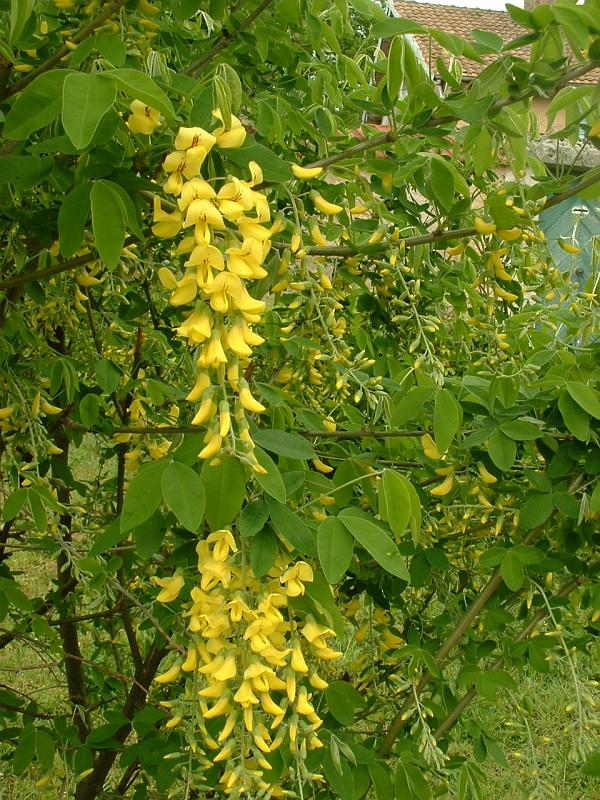
Le cytise faux ébénier